# Броштени (Продулешти)
Броштени (рум. Broșteni) насеље је у Румунији у округу Дамбовица у општини Продулешти. Oпштина се налази на надморској висини од 180 m.

## Становништво
Према подацима из 2002. године у насељу је живело 1143 становника, од којих су сви румунске националности.